# Adesmia glandulifolia
Adesmia glandulifolia är en ärtväxtart som beskrevs av Steibel och Ulibarri. Adesmia glandulifolia ingår i släktet Adesmia och familjen ärtväxter. Inga underarter finns listade i Catalogue of Life.